# Jonas Lionginas
Jonas Lionginas (* 16. Mai 1956 in Vilnius) ist ein litauischer Bankmanager und liberaler Politiker.

## Leben
1971 absolvierte Lionginas 8 Klassen an der 21. Mittelschule Vilnius und 1975 mit Auszeichnung die Ausbildung als Techniker-Mathematiker am Elektromechaniktechnikum Vilnius. 1980 absolvierte er das Studium an der Fakultät für Wirtschaftskybernetik und Finanzen  der Vilniaus universitetas. Von 1983 bis 1999 arbeitete er im Finanzministerium (Litauen) als Oberinspektor, Leiter einer Unterabteilung, Departamentsdirektor und danach Leiter der nationalen litauischen Steuerbehörde (VMI). Von 1995 bis 1998 war er Vorsitzender des Direktorenrats der Lietuvos vystymo bankas, von 1996 bis 1999 Ratsvorsitzende der Lietuvos žemės ūkio bankas, 1999 und 2001 bis 2001 Finanzminister im Kabinett Paksas I und Paksas II, 2000 war er Mitglied im Stadtrat Vilnius, von 2000 bis 2008 Mitglied im Seimas, ausgewählt im Wahlbezirk Karoliniškės.
1996 war Lionginas Mitglied von Tėvynės sąjunga, 1999  Lietuvos liberalų sąjunga, ab 2002 Liberalų demokratų partija, ab 2004  Darbo partija, ab 2006  Pilietinės demokratijos partija.

## Quelle
- 2008 m. Lietuvos Respublikos Seimo rinkimai - Lietuvos socialdemokratų partija - Iškelti kandidatai (Memento vom 3. November 2013 im Internet Archive)

| Personendaten    | Personendaten                         |
| ---------------- | ------------------------------------- |
| NAME             | Lionginas, Jonas                      |
| KURZBESCHREIBUNG | litauischer Bankmanager und Politiker |
| GEBURTSDATUM     | 16. Mai 1956                          |
| GEBURTSORT       | Vilnius                               |